# Sarzens
Sarzens (toponimo francese) è una frazione di 80 abitanti del comune svizzero di Lucens, nel Canton Vaud (distretto della Broye-Vully).

## Storia

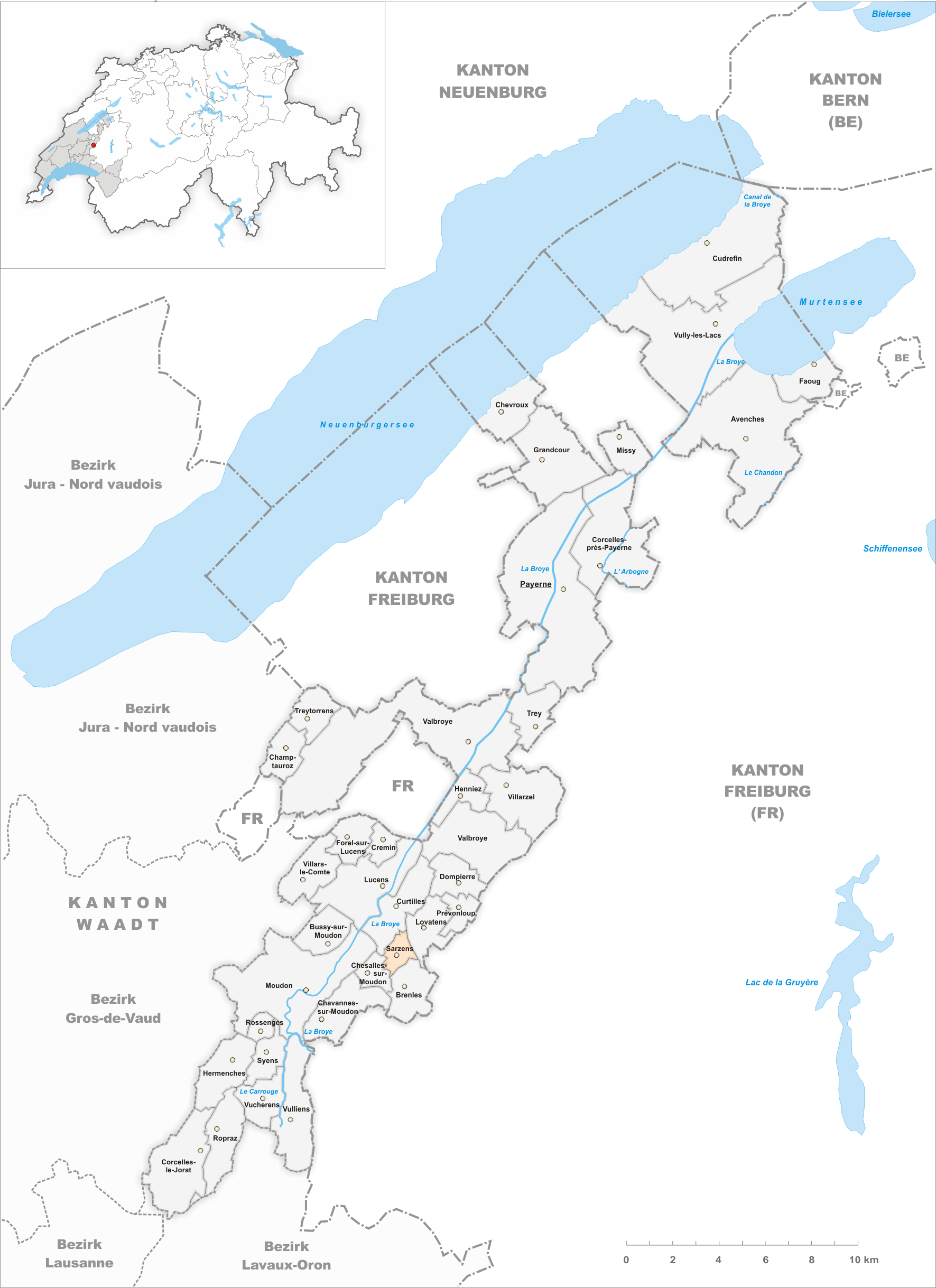
Il territorio del comune di Sarzens prima degli accorpamenti comunali del 2017

Già comune autonomo che si estendeva per 1,45 km², nel 2017 è stato accorpato al comune di Lucens assieme agli altri comuni soppressi di Brenles, Chesalles-sur-Moudon, Cremin e Forel-sur-Lucens.

## Società

### Evoluzione demografica
L'evoluzione demografica è riportata nella seguente tabella:
Abitanti censiti

## Amministrazione
Ogni famiglia originaria del luogo fa parte del cosiddetto comune patriziale e ha la responsabilità della manutenzione di ogni bene ricadente all'interno dei confini della frazione.